# Chitty Chitty halálcsattanás (Family Guy)
A Chitty Chitty halálcsattanás (angolul Chitty Chitty Death Bang, további ismert magyar címe: A fehér köpenyes ember) a Family Guy első évadjának a harmadik része, melyet az amerikai FOX csatorna mutatott be 1999. április 18-án, egy héttel a második epizód után. Magyarországon a Comedy Central mutatta be 2008. október 7-én.

## Cselekmény
|  | Alább a cselekmény részletei következnek! |

Azt remélve, hogy végre együtt töltheti a gyerek első születésnapját a családjával, Lois helyet foglaltat Sajtos Karcsi-nál Stewie első szülinapi bulijára, és elküldi Petert (Chrisszel együtt), hogy adják be a foglaláshoz a csekket az étterembe. Megérkezésükkor Peter elrontja a foglalást, feldühítve Loist. Ezalatt Stewie félreértelmezi a születésnap fogalmát, és úgy gondolja, hogy valami titokzatos „fehér ruhás ember”, aki újszülöttként fogadta őt most visszatér, hogy visszakényszerítse őt az anyaméhbe. Stewie úgy dönt, elutazik Nicaraguába, hogy zsoldosokat fogadjon fel a fehér ruhás ember ellen. Meg, akinek beilleszkedési problémái vannak az iskolában, új barátra talál Jennifer személyében.
Peter azt hazudja Loisnak, hogy a Sajtos Karcsi egy gonosz hely, de Lois nem hiszi ezt el. Ugyanakkor megbízik Peterben, aki azt állítja, hogy egy extravagáns bulit tervezett otthonra. Ezalatt Stewie a reptéren úgy dönt, hogy végül is szembe kell néznie a fehér ruhás emberrel. Peter nem készül el időben Stewie szülinapi bulijának megszervezésével, de végül is egy cirkuszi parádét eltérít a kertjükbe, így megmenti a napot, de csak addig, míg ki nem derül, hogy elengedte Meget barátnőjéhez. Lois, aki egyben szerette volna látni az egész családot, nagyon lehangolt lesz. Egyikük sem veszi észre, hogy Meg „bulija” igazából egy szekta találkozója, ahol a tagok tömeges öngyilkosságot készülnek elkövetni mérgezett puncs segítségével.
Peter megtalálja Meget, aki szintén öngyilkosságot készül elkövetni. Egy szívmelengető pohárköszöntő után Peter, Meg és a többiek épp a puncsot készülnek meginni, amikor Peter és Meg észreveszi, hogy késésben vannak, és kiszaladnak az ajtón. Megállnak és észreveszik, hogy a szekta többi tagja halott. Peter azt gondolja, hogy ezek is csak olyan emberek, akik inkább halottnak tettetik magukat, mintsem hogy Meggel menjenek bulizni. A szekta vezetője észreveszi, hogy Meg nem ölte meg magát a punccsal, hanem elment, így hát veszi a fehér talárját, és a Griffin házhoz megy. Peter és Meg haza siet a buliba, épp időben a Peter által vásárolt erotikus születésnapi torta felszolgálására. Stewie csapdába ejti és megöli a szekta vezetőjét, azt gondolva, hogy ő a fehér ruhás ember. Az epizód Stewie szülinapi kívánságával ér véget; először bombázásra gondol, de végül is azt kívánja, hogy mindenki diszkós ruházatban táncoljon.
|  | Itt a vége a cselekmény részletezésének! |

## Külső hivatkozások
- Chitty Chitty halálcsattanás az Internet Movie Database-ben (angolul)
- Chitty Chitty halálcsattanás a Rotten Tomatoeson (angolul)
- Chitty Chitty halálcsattanás a Box Office Mojón (angolul)